# Пауки-коринниды
Пауки-коринниды (лат. Corinnidae) — семейство аранеоморфных пауков из надсемейства Corinnoidea. Насчитывают 1014 видов, объединяемых в 87 родов.

## Таксономия
Долгое время этот таксон рассматривали в ранге подсемейства в составе сборного семейства Clubionidae, из состава которого их позже выделили наряду с некоторыми другими семействами.

## Биология
Для некоторых родов Corinnidae (Castianeira, Mazax, Myrmecium, Myrmecotypus) характерно внешнее сходство с муравьями и осами-немками, причем у Castianeira самцы больше похожи на муравьев, чем самки. Pranburia mahannopi в случае опасности сводит бедра передних ног, имитируя голову муравья. Другой представитель семейства, Attacobius attarum, использует для расселения крылатых самок муравьев-листорезов.

## Список родов
- Abapeba Bonaldo, 2000
- Aetius O. Pickard-Cambridge, 1896
- Allomedmassa Dankittipakul & Singtripop, 2014
- Apochinomma Pavesi, 1881
- Arushina Caporiacco, 1947
- Attacobius Mello-Leitão, 1925
- Austrophaea Lawrence, 1952
- Battalus Karsch, 1878
- Brachyphaea Simon, 1895
- Cambalida Simon, 1910
- Castianeira Keyserling, 1879
- Castoponera Deeleman-Reinhold, 2001
- Coenoptychus Simon, 1885
- Copa Simon, 1886
- Copuetta Haddad, 2013
- Corinna C. L. Koch, 1841
- Corinnomma Karsch, 1880
- Creugas Thorell, 1878
- Crinopseudoa Jocqué & Bosselaers, 2011
- Cycais Thorell, 1877
- Disnyssus Raven, 2015
- Echinax Deeleman-Reinhold, 2001
- Ecitocobius Bonaldo & Brescovit, 1998
- Erendira Bonaldo, 2000
- Falconina Brignoli, 1985
- Graptartia Simon, 1896
- Hortipes Bosselaers & Ledoux, 1998
- Humua Ono, 1987
- Ianduba Bonaldo, 1997
- Iridonyssus Raven, 2015
- Kolora Raven, 2015
- Leichhardteus Raven & Baehr, 2013
- Leptopicia Raven, 2015
- Mandaneta Strand, 1932
- Mazax O. Pickard-Cambridge, 1898
- Medmassa Simon, 1887
- Megalostrata Karsch, 1880
- Melanesotypus Raven, 2015
- Merenius Simon, 1910
- Messapus Simon, 1898
- Methesis Simon, 1896
- Myrmecium Latreille, 1824
- Myrmecotypus O. Pickard-Cambridge, 1894
- Nucastia Raven, 2015
- Nyssus Walckenaer, 1805
- Olbus Simon, 1880
- Ozcopa Raven, 2015
- Parachemmis Chickering, 1937
- Paradiestus Mello-Leitão, 1915
- Poecilipta Simon, 1897
- Pranburia Deeleman-Reinhold, 1993
- Procopius Thorell, 1899
- Pronophaea Simon, 1897
- Psellocoptus Simon, 1896
- Pseudocorinna Simon, 1910
- Scorteccia Caporiacco, 1936
- Septentrinna Bonaldo, 2000
- Serendib Deeleman-Reinhold, 2001
- Simonestus Bonaldo, 2000
- Sphecotypus O. Pickard-Cambridge, 1895
- Stethorrhagus Simon, 1896
- Tapixaua Bonaldo, 2000
- Ticopa Raven, 2015
- Tupirinna Bonaldo, 2000
- Vendaphaea Haddad, 2009
- Wasaka Haddad, 2013
- Xeropigo O. Pickard-Cambridge, 1882